# La Kuppé
La Kuppé es una agrupación argentina de cumbia formada en el año 2014 en Pilar, Provincia de Buenos Aires, por el cantante y tecladista Agustín Racigh.

## Carrera

### Inicios
La historia de la banda inició cuando Agustín Racigh, tecladista en algunas bandas de cumbia y cuarteto, decidió formar su propio proyecto musical. Racigh se sintió atraído por los ritmos tropicales desde su infancia, a pesar de haber nacido en el seno de una familia tradicional donde se le inculcaba la importancia de seguir una carrera universitaria. Sin embargo, Agustín empezó a tocar con bandas de su barrio desde los quince años, y para sustentar su pasión por la música tuvo que recurrir a empleos informales.
En 2014 decidió emprender un nuevo proyecto musical como cantante principal, al ver la buena acogida que tuvieron sus primeras grabaciones entre sus familiares y amigos. La agrupación realizó su primera presentación en el Club D3 de Pilar y empezó a brindar shows en la Zona norte de gran Buenos Aires. En 2018 Agustín decide agregar un trompetista y un trombonista a la banda, cambiando la estructura a la hora de realizar las canciones y brindando en cada lanzamiento un enganchado de tres temas en uno. Estos puntos le dieron el estilo característico a la banda y automáticamente comenzaron a realizar giras en toda la República Argentina y países limítrofes.

### Reconocimiento
Tras algunos años de realizar presentaciones alrededor del país, la agrupación incorporó cerca de doce integrantes y otros instrumentos a su sonido como el saxo, el trombón y la trompeta. En 2018 entró al estudio para grabar su primer sencillo, titulado «Bésame». A partir de ese momento llegaron otras exitosas producciones como «Mía», «No lo engañes más» y «Vaina Loca». Los sencillos «Chica paranormal/Asesina/Toda» y «Calma/Amanece/Adictiva» suman cerca de veinte millones de reproducciones en la popular plataforma YouTube.

### Actualidad
En 2018, La Kuppé firmó un contrato de distribución con la compañía argentina MOJO, con quienes han publicado diez sencillos hasta la fecha, entre los que destacan los mencionados «Chica paranormal/Asesina/Toda» y «Calma/Amanece/Adictiva» y la producción de 2019 «China», en la que  colaboraron con la cantante pilarense Jaz y que cuenta con casi un millón de reproducciones en YouTube.
La popularidad de estos sencillos ha llevado a la agrupación a presentarse en importantes eventos en el país, como los Juegos Intercolegiales Deportivos en San Luis, las fiestas de Tapalqué Puerto Deseado y Sierra Colorada, además de una presentación en el popular programa de humor de Telefe Peligro: Sin Codificar en septiembre de 2019. Ese mismo año la agrupación realizó presentaciones en Bolivia y se embarcó en una gira por el sur de la Argentina.

## Discografía

### Sencillos y EP
| Año  | Título                            | Distribuidora     |
| ---- | --------------------------------- | ----------------- |
| 2018 | «Bésame»                          | La Tienda Miranda |
| 2018 | «Mía»                             | MOJO              |
| 2018 | «Chica paranormal/Asesina/Toda»   | MOJO              |
| 2018 | «Vaina loca»                      | MOJO              |
| 2018 | «No lo engañes más»               | MOJO              |
| 2018 | «Me niego/Equis/Escápate conmigo» | MOJO              |
| 2018 | «Adán y Eva»                      | MOJO              |
| 2019 | «Calma/Amanece/Adictiva»          | MOJO              |
| 2019 | «Si me llamas»                    | MOJO              |
| 2019 | «Otro trago/Qué más pues/Soltera» | MOJO              |
| 2019 | «China» (con Jaz)                 | MOJO              |
| 2019 | «Ojitos chiquititos»              | MOJO              |